# Camel (album)
Pour les articles homonymes, voir Camel.
Camel est le premier album du groupe rock progressif britannique Camel. Il sortit le 28 février 1973 sur le label américain MCA Records.

## Historique
Début août 1972, Camel signe un contrat pour un premier album avec MCA et entre rapidement dans les studios Morgan de Londres pour enregistrer les sept titres qui le composent. Les titres sont pour l'essentiel des compositions individuelles de Andy Latimer et Peter Bardens. La sortie de l'album sera précédé par la sortie en novembre 1972 du single Never Let Go / Curiosity.
Il passe inaperçu à sa sortie, ne se vendant qu'à 5 000 copies au Royaume-Uni ce qui amena MCA Records à ne pas renouveler le contrat pour un second album. Le groupe signera avec la subdivision de Decca Records, Deram Records.
La réédition 2002 de l'album propose deux titres bonus: la version single de Never Let Go et Homage to the God of Light un titre qui provient de l'album solo de Peter Bardens The Answer (1970) et que le groupe jouait régulièrement en concert.

## Réception
Les critiques sont mitigées, mais plutôt positives'

### Monde anglophone
Dans son classement des 14 albums du groupe, Prog Sphere place Camel à la 4e place, qualifiant la chanson « Never Let Go » de véritable point fort. Ils ont écrit : « Ce premier album n'est pas un simple tremplin, mais une œuvre accomplie à part entière. Bien qu'il ne soit pas aussi bon que les albums suivants du groupe, il constitue un excellent départ et un album essentiel pour Camel, ainsi qu'un excellent point de départ pour découvrir leur merveilleuse musique. » 
Dans une critique rétrospective pour AllMusic, Daevid Jehnzen estime que l'album a des « indices prometteurs » mais « ne se transforme jamais en quelque chose de spécial ». 

### Monde francophone
L'album reçoit les notes de 3 sur 5 chez metal.nightfall.fr, de 7,6 sur 10 chez senscritique, de 3 sur 5 chez fp.nightfall.fr

## Liste des titres

### Face 1
1. Slow Yourself Down (Latimer, Ward) – 4:47
2. Mystic Queen (Bardens) – 5:40
3. Six Ate (Latimer) – 6:06
4. Separation (Latimer) – 3:57

### Face 2
1. Never Let Go (Latimer) – 6:26
2. Curiosity (Bardens) – 5:55
3. Arubaluba (Bardens) – 6:28

### Titres bonus (réédition 2002)
1. Never Let Go (version single) – 3:36
2. Homage to the God of Light (en concert au Marquee Club - 29 octobre 1974) – 19:01

### Titres bonus (Expanded Edition 2023)
1. Sarah (Latimer, Bardens) – 2:03

## Musiciens

### Musiciens du groupe
- Andrew Latimer : guitares, chant (Slow Yourself Down et Separation)
- Peter Bardens : orgue, mellotron, piano, synthétiseur, chant (Never Let Go)
- Doug Ferguson : basse, chant (Mystic Queen, Curiosity)
- Andy Ward : batterie, percussions

### Musicien additionnel
- Eddie: congas (Slow Yourself Down)

## Sources
- (en) Cet article est partiellement ou en totalité issu de l’article de Wikipédia en anglais intitulé « Camel (album) » (voir la liste des auteurs).